# Ę
Ę, ę (e-огонек, пол. e z ogonkiem) — буква латинської абетки, яку нині використовують у польській і литовській мовах, у фонетичних записах автохтонних мов Америки (зокрема, навахо) та мова західних апачів.

## У польській мові
У польській абетці ę йде після e, хоча ніколи не є першою літерою слова. Найчастіше вимовляється як /ɛw̃/, /ɛn/, /ɛm/ чи /ɛ/, залежно від контексту.
На відміну від французької, носові голосні в польській є асинхронними, тобто вимовляються ротова голосна + носова напівголосна [ɛw̃], або носова голосна + носова напівголосна. Для спрощення в МФА це іноді позначають як [ɛ̃].
Приклади:
- język («язик», «мова») — [ˈjɛw̃zɨk]
- mięso («м'ясо») — [ˈmjɛw̃sɔ]
- ciężki («тяжкий») — [ˈtɕɛw̃ʂki]

Перед усіма проривними приголосними та африкатами вимовляється як ротова голосна + носова приголосна, причому перед більшістю приголосних іде /ɛn/, перед p та b — /ɛm/. Наприклад,
- więcej («більше») — [ˈvjɛntsɛj]
- sędzia («суддя») — [ˈsɛndʑa]
- głęboki («глибокий») — [ɡwɛmˈbɔki]

Якщо ę є останньою літерою слова, або передує L чи Ł, більшість поляків вимовляють її просто як [ɛ]. Наприклад, będę («буду»), може звучати як [ˈbɛndɛ] чи [ˈbɛndɛ̃], так само dziękuję («дякую») може бути як [dʑɛnˈkujɛ], так і [dʑɛnˈkujɛ̃].
У деяких регіональних діалектах ę в кінцевій позиції вимовляється як /ɛm/, тому robię іноді звучить як [ˈrɔbjɛm]. Подібна манера мовлення вирізняла колишнього польського президента Леха Валенсу, а деякі його речення часто писалися відповідно до вимови, напр. «Nie chcem, ale muszem» (коректне написання «Nie chcę, ale muszę»; «Не хочу, але мушу»). Це стало частиною популярного сленгу.

### Історія
Польський звук /ę/ походить від короткого носового /a/ середньовічної польської, що перейшов у короткий носовий /e/ в сучасній. Ця середньовічна голосна разом із аналогічною довгою, в свою чергу, були похідними від об'єднаних носових голосних *ę та *ǫ у пізній праслов'янській мові.
| Рання праслов'янська   | *em/*en та *am/*an                                                                        |
| Пізня праслов'янська   | /ẽ/ та /õ/, транскрибується як ‹ę› та ‹ǫ›                                                 |
| Середньовічна польська | коротка та довга /ã/, на письмі іноді ‹ø›                                                 |
| Сучасна польська       | коротка /ã/ → /ɛw̃/, /ɛn/, /ɛm/, на письмі ‹ę› довга /ã/ → /ɔw̃/, /ɔn/, /ɔm/, на письмі ‹ą› |

### Чергування
ę часто чергується з ą, наприклад:
- зуб: ząb → zęby (зуби), змія: wąż → węże (змії)
- чоловік: mąż → z mężem (з чоловіком)
- тягар: ciężar  → ciążyć (бути тягарем), місяць: miesiąc → miesięczny (місячний), суддя: sędzia → sądzić (судити)
- ряд: rząd → z rzędu (з ряду)

### Аудіоприклади
- wężeⓘ (вужі)
- dźwiękⓘ (звук)
- mogęⓘ (можу)

## У литовській  мові
У литовській абетці ę позначає звук [æː]. Для деяких форм іменників ę використовується для позначення знахідного відмінка: eglė (ялина) => eglę.